# Szabó Sebestyén László
Szabó Sebestyén László (Debrecen, 1991. december 21. –) Junior Prima díjas magyar színész.

## Életpályája
2011-ben végzett a debreceni Ady Endre Gimnázium drámatagozatán. 2016-ban végezte el a Színház- és Filmművészeti Egyetemet, majd 2016-2024 között a Nemzeti Színház tagja volt, ahol egyetemi gyakorlatát is töltötte.
Édesanyja Szentgyörgyi Rozi előadóművész, édesapja Szabó László Béla költő.

## Filmjei
- Almafa (szín., magyar dokumentumfilm, 2003) forgatókönyvíró, operatőr, szereplő, vágó
- Most vagy soha! (2024) ...Sükei Károly
- Ők tudják, mi a szerelem (2024)

## Színházi szerepei
- A vihar, 2012,  Örkény István Színház
- A bunda, 2014,  Színház- és Filmművészeti Egyetem (Ódry Színpad)
- Hamlet, 2014, Örkény István Színház
- Übü király, vagy a lengyelek, 2014, Örkény István Színház
- A Bernhardi-ügy, 2015, Örkény István Színház
- A lábakélt szamár / A csikóval vemhes paraszt / A meghótt férjszínész - Kuckó Művésztanya Utcaszínház
- Athéni Timon, 2015, Színház- és Filmművészeti Egyetem (Ódry Színpad)
- Brand, 2016. Színház- és Filmművészeti Egyetem (Ódry Színpad)
- Csongor és Tünde, 2016, Nemzeti Színház
- Cyrano de Bergerac, 2016, Nemzeti Színház
- Énekelünk..., Színház- és Filmművészeti Egyetem (Ódry Színpad)
- III. Richárd, 2016, Gyulai Várszínház
- Középkori komédiák, Kuckó Művésztanya Utcaszínház
- Liliomfi, 2015, Budaörsi Latinovits Színház
- Lúdas Matyi, Kuckó Művésztanya Utcaszínház
- Móricz vígjátékok (A zördög, Dufla pofon), Kuckó Művésztanya Utcaszínház
- NIBELUNGbeszéd, 2014, Színház- és Filmművészeti Egyetem (Ódry Színpad)
- Nincstelenek, 2014, Színház- és Filmművészeti Egyetem (Ódry Színpad)
- Solaris, 2015,  Színház- és Filmművészeti Egyetem (Ódry Színpad)
- Talléros kalap, zenész, Kuckó Művésztanya Utcaszínház
- Útravaló,  Kuckó Művésztanya Utcaszínház
- III. Richárd (2017) – Erzsébet ifjabbik fia
- Részegek (2016) – Matthias
- CYRANO DE BERGERAC (2016)
- Csongor és Tünde (2016) – Dimitri
- Kinek az ég alatt már senkije sincsen (2017), Debreceni Csokonai Színház

## Díjai, elismerései
- Máthé Erzsi Alapítvány kuratóriumának díja (2013)
- POSZT 2016, Különdíj: a Liliomfi teátristáinak
- A legjobb 30 év alatti színésznek járó Fidelio díj: a Liliomfi teátristáinak (POSZT, 2016)
- Junior Prima díj (2019)[5]